# Теистична еволюция
Теистична еволюция, или още еволюционен креационизъм се нарича принципното виждане, че някои или всички религиозни учения за Бог и сътворението са съвместими с някои или с всички аспекти на съвременното научно виждане за биологичната еволюция. Теистичната еволюция не представлява теория в научния смисъл на думата, а специално виждане как науката за еволюцията се отнася към някои религиозни интерпретации. В този смисъл, привържениците на теистичната еволюция са група хора, които отричат наличието на конфликт в отношенията между религия и наука. С други думи, те смятат, че религиозните учения за сътворението и научните теории за еволюцията не са непременно противоречиви.
Терминът „теистична еволюция“ е използван от Юджийн Скот, говорейки за част от глобалния спектър вярвания за сътворението и за еволюцията, поддържайки виждането, че Бог твори чрез еволюцията. Той покрива широк спектър от вярвания относно степента на намеса на Бог, някои от които се доближават до деизма, доколкото изключват постоянна намеса на Бог. Други виждат намеса в критични интервали от време в историята, по начин, съответстващ на научните обяснения на видообразуването. Последните идеи понякога са близко до прогресивния креационизъм, според който Бог твори „видове“ животни в определена последователност.
Този възглед е приет (или най-малкото не е изрично отхвърлен) от повечето християнски църкви, включително католиците и основните протестантски деноминации, някои еврейски деноминации и (следва след малко), както и други религиозни групи, които не интерпретират буквално Свещените писания.
Този подход към еволюцията е свързан с алегорични интерпретации на историята за Сътворението в Свещените писания. И евреи, и християни са считали разказа за сътворението за алегория (а не за историческо описание) много преди развитието на теорията на Чарлз Дарвин. Два важни примера са трудовете на Филон Александрийски (1 век) и Свети Августин (4 век)
Теистичните еволюционисти са на мнение, че книга Битие на Библията не бива да се използва като научен текст, понеже е писан в епоха, предхождаща науката и с основна цел да даде религиозни наставления и правила. В този смисъл, на пръв поглед хронологично представени елементи на разказа за сътворението трябва да се възприемат като повествователна форма.

## Привърженици

### Вярващи еволюционни биолози
Въпреки че често еволюционните биолози са агностици (най-известни примери са Томас Хъксли и Чарлз Дарвин) или атеисти (най-изявеният от тях е Ричард Докинз), мнозина вярват в някаква форма на божество. Сред тях са Алфред Ръсел Уолъс (1823 – 1913), който през 1858 г. предлага в писмо до Дарвин теорията за еволюцията чрез естествен отбор. Уолъс е бил истински деист, вярващ, че „невидимият свят на Духа“ е посредничел за създаването на живота, както и вярващ в съзнанието на животните и (отделено) човешко съзнание.
Един ранен пример за подобен подход е пионерът на компютърните науки Чарлз Бабидж. През 1837 г. той публикува книгата си Bridgewater Treatise. Основен акцент в нея е тезата, че Бог притежава всемогъществото и проницателността на божествен законодател, създавайки закони (или програми), които на съответното време дават начало на видове, вместо да се намесва непрекъснато, вършейки чудеса всеки път, когато трябва да се създаде нов вид.
Пиер Теяр дьо Шарден (1881 – 1962), известен геолог и палеонтолог, както и йезуитски свещеник, пише обширно по темата за втъкаването на еволюцията в едно ново християнско разбиране. Първоначално Римокатолическата църква забранява за четене теологичните трудове на дьо Шарден. Впоследствие обаче те оказват значително влияние и биват преподавани в католическите семинари и семинарите на умерените протестантски деноминации.
И Роналд Фишер (1890 – 1962), и Теодосиус Добжански (1900 – 1975) са били християни и бащи на съвременната еволюционна теория. Добжански, руснак и православен християнин, пише през 1973 г. едно прочуто есе, озаглавено „Нищо в биологията няма смисъл, освен в светлината на еволюцията“, в което прегръща еволюционния креационизъм с думите:
"Аз съм и креационист, и еволюционист. Еволюцията е начина, по който Бог, или природата, твори. Сътворението не е явление, случило се в 4004 г. пр.н.е. То е процес, започнал преди около 10 милиарда години, който продължава и до днес... Дали еволюционното учение е в разрез с религиозната вяра? Не. Глупава грешка е да се бърка Свещеното писание с елементарен учебник по астрономия, геология, биология и антропология. Само ако символите биват тълкувани по начин, по който ще означават нещо, което те не са предвидени да означават, могат да възникнат въображаеми и неразрешими конфликти. Глупавата грешка тогава се превръща в богохулство: Създателят бива обвинен в системна лъжа."
Ролята на Светото писание по отношение на науката често се пресъздава с често използвания цитат „Библията ни казва как да отидем в Рая, а не как вървят нещата в Рая“. Тази фраза се чува доста често на дискусии по теми, свързани с космологията и теологията. Може би най-удачният аналог в областта на биологията и теологията са думите на Томас Джей Оорд „Библията ни казва как да намерим изобилен живот, а не ни дава подробности за това как животът е станал толкова изобилен“.

### Съвременни поддръжници на теистичната еволюция
- Клайв Стейпълс Луис, изследовател на Средновековието, романист и влиятелен християнски мислител на Англиканската църква [5]

## Критика на теистичната еволюция
Основната критика на теистичната еволюция от страна на невярващите еволюционисти се фокусира върху съществената вяра в свръхестествен създател. За тях при прилагане на бръснача на Окам, естественият отбор е достатъчно обяснение на явлението еволюция, а измисляне (или указване) на свръхестествена личност не се изисква. По думите на Ричард Докинз „илюзията за наличие на дизайн в живия свят се обяснява по несравнимо по-икономичен начин с ... естествения отбор по Дарвин“ Робърт Тод Карол пояснява в същия дух, че „Вселената би ни изглеждала по същия начин, независимо дали е била проектирана от Бог или не“.
Друга форма на критика, насочена към някои форми на еволюционния креационизъм (особена тази на деистите), е че те просто представляват вяра в „Бог на белите полета“, т.е. всичко, за което не може (в момента) да се даде научно обяснение, се приписва на Бог. Позицията на физика Пол Дейвис: „Решително отхвърлям аргумента, че произхода на живота е свързан с някакво чудо. Все още не знаем как това се е случило, но това не означава, че има нужда от космически магьосник, който да подбужда атомите към целенасочено действие“
От страна на вярващите, теистичната еволюция е подложена на критика от последователите на идеята за „Млада Земя“. Според тях това виждане не е библейско, а е капитулация пред „атеистичния“ натурализъм..

## Книги
- Кенет Р. Милър; (1999) Finding Darwin's God: A Scientist's Search for Common Ground Between God and Evolution ISBN 0-06-093049-7
- Кайт Б. Милър; (2003) Perspectives on an Evolving Creation ISBN 0-8028-0512-4
- Фалк Даръл; (2004) Coming to Peace with Science: Bridging the Worlds Between Faith and Biology ISBN 0-8308-2742-0
- Франсис Колинс; (2006) The Language of God: A Scientist Presents Evidence for Belief ISBN 0-7432-8639-1